# Lyrai Miklós
Lyrai Miklós O.F.M. (latinul: Nicolaus a Lyra), (La Vieille-Lyre, 1270 körül – Párizs, 1349. október 23.) francia ferences szerzetes, egyházi író, egzegétaként és apologétaként vált ismertté. Kortársai „doctor planus”-nak és „doctor utilis”-nak nevezték.

## Élete
A normandiai Lyra (ma La Vieille-Lyre) faluban született, és 1291-ben vagy 1292-ben lépett a verneuilli ferences kolostorba. Némely történetíró megtért zsidónak tartja, azonban ez nincs bizonyítva. Életéről kevés ismeret maradt fenn, annyi bizonyos, hogy párizsi egyetem hallgatója volt, 1308-tól 1319-ig, illetve 1326-tól ismét teológiát tanított itt. 1319-ben a ferences rend franciaországi, 1324-ben burgundiai tartományfőnöke volt. 1349-ben (vagy 1340-ben) hunyt el Párizsban.

## Művei

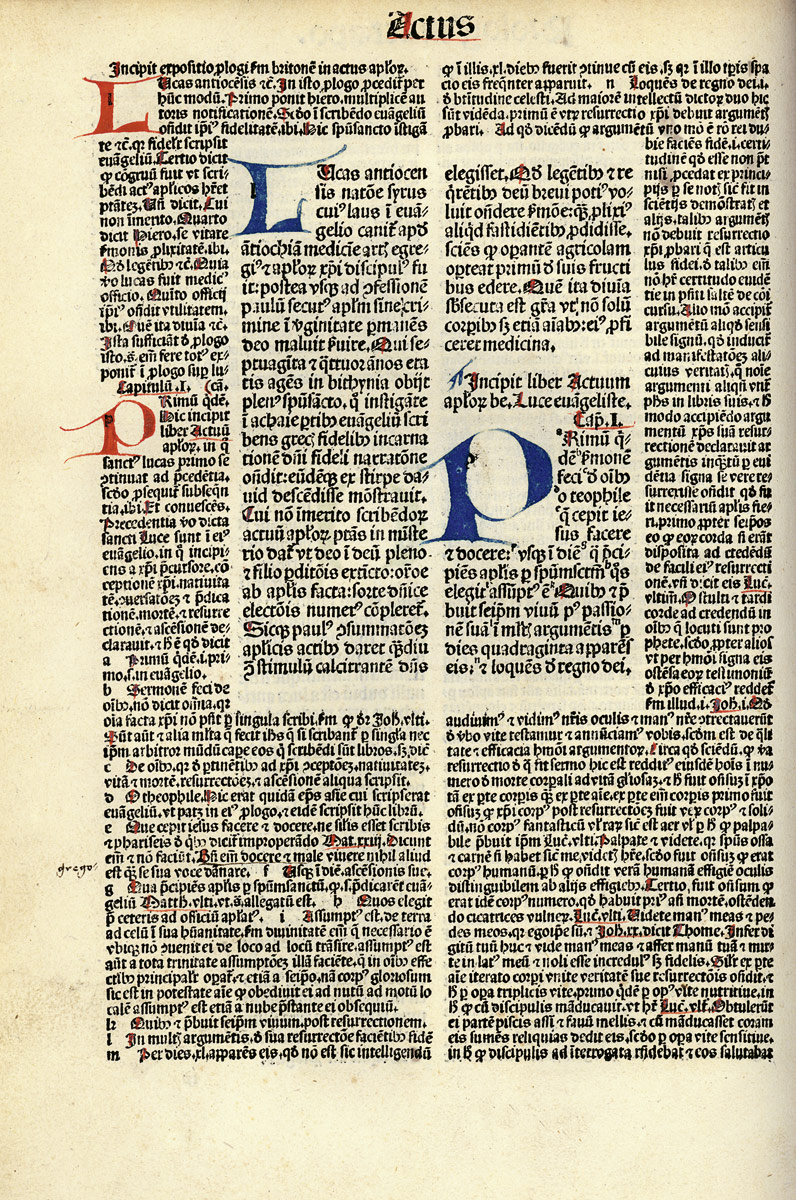
Egy nyomtatott Postilla oldal: középen a Biblia szövege, körülötte a magyarázatok (1492, Strasbourg)

Lyrai Miklós fő műve az egész Szentíráshoz írt magyarázatos könyve, a Postilla litteralis super totam Bibliam (1322–31), melyet 1339-ben a rövid Postilla moralisszal egészített ki. A Postilla litteralisban Druthmar ó-corvey-i apát (†865?) elvét követve a szó szerinti magyarázatra helyezte a hangsúlyt, eltérve a korban megszokott allegorikus magyarázási technikától, ugyanakkor állításaiban nem mellőzte a nagy egyházi tekintélyeket, elsősorban Aquinói Szent Tamást. Lyrai Miklós ismerte a keleti nyelveket is, így munkájában tekintettel tudott lenni az eredeti – nem latin – szövegre. Magyarázatához Rási zsidó egzegéta (1040–1105) glosszáit is felhasználta, így akarta bizonyítani a zsidóknak, hogy az Ószövetség egyes helyeken szó szerinti értelemben utal Krisztusra és az Egyházra. A Postilla volt az első teljes Szentírás-magyarázat, amelyet Rómában nyomtattak ki (1471, 5 kötet) Paulus de Burgos és Matthias Doering  kiegészítéseivel. Szentírás magyarázatának másolatát a középkori Magyarországon is megrendelték és használták, elsősorban prédikációk kiegészítésként, magyarázatként. Az egyik kétrészes példányt valószínűleg Kolozsváron köttethették, s ma első részét Kolozsvárott, második részét Gyulafehérvárott a Batthyaneumban őrzik.
Mivel Lyrai Miklós felfogása és fejtegetései sokban egyeztek Luther Márton tanaival, a következő közmondás terjedt el: „Si Lyra non lyrasset, Lutherus non saltasset.”, azaz „Ha Lyra a lantot nem pengette volna, Luther sem táncolt volna.”
Több egyéb írásai is ismert, így a:
- Tractatus de differentia nostrae translationis ab hebraica littera in veteri testamento (1333, nyomtatásban Rouen, 1512; Alcalá, 1515)[2]
- Quaestio disputata contra hebraeos (De adventu Christi) (a mű középkori zsidóellenes keresztény polemizáló irodalom alapműve, legtöbbször a Postillával együtt nyomták ki)[2]
- Responsio ad quendam iudaeum ex verbis Evangelii secundum Matthaeum contra Christum nequiter arguentem[2]
- Quaestiones[2]
- Oratio ad honorem s. Francisci[2]
- 259 Sermones[2]